# Polyschides rushii
Polyschides rushii är en blötdjursart som först beskrevs av Henry Augustus Pilsbry och Sharp 1898.  Polyschides rushii ingår i släktet Polyschides och familjen Gadilidae. Inga underarter finns listade i Catalogue of Life.